# Завязанцы
Завязанцы (укр. Зав'язанці) — село в Мостисской городской общине Яворовского района Львовской области Украины.
Население по переписи 2001 года составляло 805 человек. Занимает площадь 1,447 км². Почтовый индекс — 81384. Телефонный код — 3234.

## История
В 1946 г. указом ПВС УССР село Ляшки-Завязаные переименовано в Завязанцы.